# Villanueva de San Mancio
Villanueva de San Mancio is een gemeente in de Spaanse provincie Valladolid in de regio Castilië en León met een oppervlakte van 14,92 km². Villanueva de San Mancio telt 83 inwoners (1 januari 2016).

## Demografische ontwikkeling
Bron: INE, 1857-2011: volkstellingen